# Alfred Grosz
Alfred Grosz, také Grósz (26. ledna 1885, Kežmarok – 1. března 1973, Kežmarok), byl gymnaziální profesor, horolezec, horský záchranář, fotograf, činitel Uherského karpatského spolku a publicista.

## Život
Absolvoval právnickou a zemědělskou akademii v Prešově a Košicích a studoval na katedře tělesné výchovy v Budapešti. Po krátkém působení jako profesor v Jászberény se usadil v Kežmarku. Od roku 1922 působil na kežmarském lyceu. Později, v letech 1945 až 1948 na gymnáziu ve Spišské Nové Vsi. Byl vynikajícím pedagogem, ale i prvním profesorem tělesné výchovy na Slovensku.
Se svými žáky chodil na vycházky do Vysokých Tater, organizoval pro ně lyžařské kurzy a exkurze, přibližoval jim horolezeckou techniku a první pomoc na horách. Pro chudé žáky měl vždy k dispozici několik kompletů horolezeckých a lyžařských potřeb, které pořizoval z vlastních peněz. Německé okupační orgány mu v letech okupace, během druhé světové války zakázaly všechny mimoškolní styky se školskou mládeží. Byl autorem mnoha článků a esejí o Vysokých Tatrách.
Turistice se začal věnovat v roce 1900, kdy vystoupil jihovýchodní stěnou na Jahňací štít. Od roku 1902 se plně věnoval horolezectví. V letech 1905 až 1945 vykonal více než 100 prvovýstupů, z nichž některé byly velmi obtížné, například v roce 1912 na Ľadovou kopu (2602 m n. m.) vytyčil cestu, která patřila mnoho let mezi nejtěžší v Tatrách, ale i jiné v masivu Kežmarského štítu, Gerlachovského štítu, na Bradavici, Satan a mnoho jiných. Jako první stanul například na Skorušiniakově věži (1804 m n. m.) v masivu hory Mlynár. Byl jedním z předních horolezců, kteří uskutečnili mnohé prvovýstupy v zimním období. V roce 1911 na Ostrý štít, v roce 1913 na Volí věž (2355 m n. m.), Žabí věž (2338 m n. m.) a Žabí kôň, nejnižší věž (2291 m n. m.) v pohraničním hřebeni nad Mengusovskou dolinou. V roce 1914 vystoupil na hřeben Bašt v masivu Satana a Rumanov štít.
Jeho nejčastějšími společníky na těchto horolezeckých výpravách byli Tibold Kregczy, Lajos Rokfalusy, Gyula A. Hefty, István Laufer a jiní horolezci, ale často i studenti kežmarského lycea. Své studenty vedl Alfred Grosz k lásce k turistice, horolezectví, přírodě, sportu a lyžování, organizoval pro ně výlety do Vysokých Tater. V lyceu pod jeho vlivem vyrostli mnozí horolezci jako například Klara Hensche, Ferenc Bányász, Georg Lingsch, Gabriel Seide a jiní.
Už jako mladý student byl Alfréd Grosz členem Uherského karpatského spolku. Patřil však mezi ty, kteří vystupovali proti konzervativnímu směru, který v něm vládl na konci 19. století. Po jeho zániku byl v Maďarském turistickém spolku (Magyar Turista Egyesület) a byl funkcionářem v Karpatském spolku (Karpathenverein). Byl jedním z prvních záchranářů Tatranské záchranné organizace (Tátrai Önkéntes Bizottság Mento zkratka TŐBM), která byla založena v roce 1913. Podílel se na záchranných akcích, školil nové členy Horské služby (i po druhé světové válce). Úzce spolupracoval s polskými záchranáři a horolezci.
Během první světové války bojoval tři roky na italské frontě v Alpách. Během druhé světové války žil na Spiši v Kežmarku.
Po druhé světové válce byla většina Spišských Němců vysídlena ze Spiše i ze Slovenska. Alfred Grosz mohl zůstat. Tehdejší představitelé státu uznali jeho zásluhy. Podle jeho poslední vůle byl jeho popel po smrti rozptýlen ve Vysokých Tatrách.

## Publicistika
Od roku 1906 uveřejňoval články a eseje na různá témata týkající se Vysokých Tater v maďarských a německých časopisech věnujících se turistice, cestovnímu ruchu a horolezectví. Psal i pro polské časopisy a noviny. Popisoval nové turistické a horolezecké cesty nebo psal články jako například
- Drei Tátratouren (Jahrbuch des Ungarischen Karpathen-Vereines – Ročenka Uherského karpatského spolku 1906)[6]
- Die Ratzentürme (tamtéž, 1914)[7]
- Die erste Durchkletterung der Südwand des Markasitturmes" (tamtéž, 1917)

Psal i o záchranných akcích:
- Das Freiwillige Rettungskomitee der Tatra (Ročenka UKS, 1914)[8]
- A fecsketoronyi katasztrófa (Nešťastie v Lastovičej štrbine, Turistág Lapja, 1925).

Průkopnickou byla práce o lavinách:
- Uber die in der Hohen Lawinenverhältnisse Tatra (Ročenka Uherského karpatského spolku 1916) a o ochraně tatranské přírody
- Schafft einen Naturschutz für die Tatra (Karpathen-Post 1934, Nr. 12).

Publikoval mnoho článků o historii cestovního ruchu:
- Die Rolle der Zipser in der Erschließung der Hohen Tatra, Wer war der erste Bergsteiger der Spitze Lomnitzer (1922-1923 Turistaság és alpinizmus), (Die Karpathen 1941, číslo 4)
- Der Anteil unserer Erschließung der Anstalt der Hohen Tatra (Kežmarok 1942)
- Wer war der Erstbesteiger der Spitze Gerlsdorfer (Karpatenjahrbuch, Stuttgart 1971).

Napsal také knihu, která je jedním ze základních pilířů popisu historie cestovního ruchu ve Vysokých Tatrách: Die Vysoké Tatry, Geschichte des Karpatenvereins (Stuttgart, 1962).
O názvosloví Vysokých Tater a jejich podhůří uveřejnil
- Käsmark Kesmark oder? (Die Karpathen 1942, č. 2)
- Auf den Spuren der Hinzen (tamtéž 1943, č. 3-4)

i o lidech, kteří působili ve Vysokých Tatrách:
- Josef Dery; Ein Pioneer der Tatraturistik (Karpathen Post 1937, číslo 43)
- Siedemdziesięciopięciolecie Dr Gyula Komárnicky (Taternik 1960, č. 3-4).

Kromě toho, od roku 1917 velmi ochotně poskytoval ze svého archivu mnohé záznamy a fotografie autorům tatranských průvodců, které byly použity v maďarských, polských, německých a slovenských turistických a horolezeckých průvodcích. (například Wierchy, 1933).